# フッ化イリジウム(VI)
フッ化イリジウム(VI)（フッかイリジウム ろく、英: iridium(VI) fluoride）は、化学式が IrF6 と表されるイリジウムの六フッ化物である。六フッ化イリジウムとも呼ばれる。

## 解説
揮発性の非常に不安定な黄色固体で、分子構造は八面体形である（Ir-F 結合長は 183.3 pm）。イリジウムの酸化数が最高値の+6である数少ない化合物のうちの1つで、イリジウムとフッ素を直接反応させることによって得られるが、熱的に非常に不安定で、分解を避けるために反応混合物を冷却しながら反応させなければならない。
{\displaystyle {\ce {{Ir}+ 3F2 -> IrF6}}}